# Loch

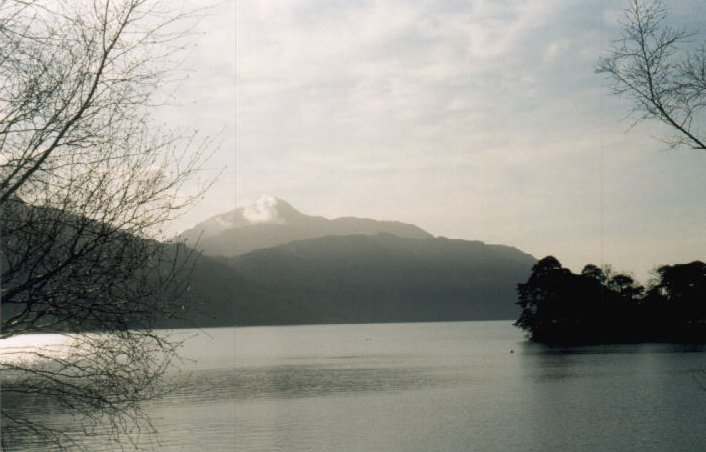
Gezicht over Loch Lomond, richting Ben Lomond

Een loch is de Schotse naam voor een meer of een inham van een zee, waaronder zowel firths, fjorden, estuaria als baaien kunnen vallen. De laatste groep staat ook bekend als sea lochs. Hoewel er geen strikte minimale afmetingen zijn, worden kleine meren in Schotland vaak lochan genoemd.

## Etymologie
De benaming is Goidelisch van oorsprong en wordt voor de meeste meren in Schotland en vele inhammen van de zee in westelijk Schotland toegepast.
Op Ierland en in het noorden van Engeland is de verwante term lough in gebruik. Het verwijzen naar loughs met "loch" is echter ongebruikelijk.

## De lochs van Schotland

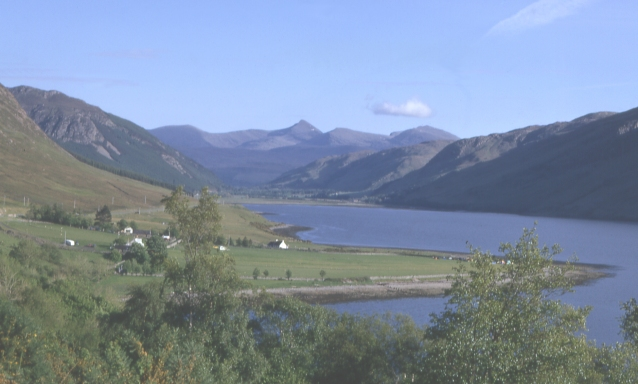
Ardcharnich aan Loch Broom

Waarschijnlijk is Loch Ness het beroemdste meer van Schotland, hoewel Loch Awe, Loch Lomond en Loch Tay vanwege hun grootte ook enige bekendheid genieten. Voorbeelden van sea lochs zijn Loch Long, Loch Fyne, Loch Linnhe, Loch Eriboll, Loch Tristan, en Trisloch.
De grootste meren van Schotland zijn:
1. Loch Lomond, met 71,1 km² het grootste zoetwatermeer van Groot-Brittannië;
2. Loch Ness, 56,4 km²;
3. Loch Awe, 38,5 km²;
4. Loch Maree, 28,6 km²;
5. Loch Morar, 26,7 km²;
6. Loch Tay, 26,4 km²;
7. Loch Shin, 22,5 km²;
8. Loch Shiel, 19,6 km²;
9. Loch Rannoch, 19,1 km²;
10. Loch Ericht, 18,7 km².

## Lochs buiten Schotland
Aangezien "loch" een algemeen Gaelisch woord is, vormt het de basis voor veel plaatsnamen op Isle of Man.
De Amerikaanse marinehaven van Pearl Harbor, gelegen aan de zuidkust van Oahu (Hawaï), is een complex van zee-inhammen. Een aantal van deze wordt "loch" genoemd, zoals South East Loch, Merry Loch, East Loch, Middle Loch en West Loch.
Brenton Loch in de Falklandeilanden is een sea loch, gelegen nabij Lafonia, Oost-Falkland.